# Jens Maae
Jens Maae (10 maart 1982) is een Deens voetbalscheidsrechter. Hij is in dienst van FIFA en UEFA sinds 2014.
Op 1 juli 2014 debuteerde Maae in Europees verband tijdens een wedstrijd tussen FC Santa Coloma en Banants Jerevan in de voorronde van de UEFA Champions League. De wedstrijd eindigde op 1–0 en Maae gaf vier gele kaarten.
Op 25 mei 2017 leidde hij de finale van de Deense beker tussen Brøndby IF en FC Kopenhagen. De wedstrijd eindigde op 1 – 3.
Zijn eerste interland floot hij op 6 september 2018, toen Gibraltar 0–2 verloor van Macedonië.

## Interlands
| Datum            | Plaats    | Wedstrijd             | Uitslag | Competitie                  | Kreeg geel | Kreeg voor de tweede keer geel en dus rood | Weggestuurd |
| ---------------- | --------- | --------------------- | ------- | --------------------------- | ---------- | ------------------------------------------ | ----------- |
| 6 september 2018 | Gibraltar | Gibraltar – Macedonië | 0 – 2   | UEFA Nations League 2018/19 | 4          | 0                                          | 0           |
| 15 november 2018 | Astana    | Kazachstan – Letland  | 1 – 1   | UEFA Nations League 2018/19 | 0          | 0                                          | 0           |

Laatste aanpassing op 15 november 2018